# Ulje
Ulje je svaka nepolarna hemijska supstanca koja je viskozna tečnost na sobnoj temperaturi i koja je hidrofobna (ne meša se sa vodom, doslovno „strah od vode”) i lipofilna (meša se sa drugim uljima, doslovno „voli mast”). Ulja imaju visok sadržaj ugljenika i vodonika, i obično su zapaljiva i površinski aktivna.
Opšta definicija ulja obuhvata klase hemijskih jedinjenja koja inače po strukturi, svojstvima i upotrebi mogu biti nepovezana. Ulja mogu biti životinjskog, biljnog ili petrohemijskog porekla, a mogu biti isparljiva ili neisparljiva. Ona se koriste za hranu (npr. maslinovo ulje), gorivo (npr. ulje za grejanje), medicinske svrhe (npr. mineralno ulje), podmazivanje (npr. motorno ulje) i proizvodnju mnogih vrsta boja, plastika i drugih materijala. Posebno pripremljena ulja koriste se u nekim verskim obredima i obredima kao prečišćujuća sredstva.

## Tipovi

### Organska ulja
Organska ulja proizvode se u izuzetno raznovrsnim biljkama, životinjama i drugim organizmima putem prirodnih metaboličkih procesa. Lipid je naučni termin za masne kiseline, steroide i slične hemikalije koje se često nalaze u uljima proizvedenim živim bićima, dok se ulje odnosi na sveukupnu mešavinu hemikalija. Organska ulja mogu takođe da sadrže hemikalije koje nisu lipidi, uključujući proteine, voskove (klasu jedinjenja sa svojstvima sličnim uljima koja su čvrsta na normalnim temperaturama) i alkaloide.
Lipidi se mogu klasifikovati prema načinu na koji ih proizvodi organizam, po njihovoj hemijskoj strukturi i njihovoj ograničenoj rastvorljivosti u vodi u poređenju s uljima. Oni imaju visok sadržaj ugljenika i vodonika, i u znatnoj meri im nedostaje kiseonik u poređenju sa drugim organskim jedinjenjima i mineralima. Oni imaju tendenciju da budu relativno nepolarni molekuli, mada mogu da sadrže polarne i nepolarne regione kao u slučaju fosfolipida i steroida.

### Mineralna ulja
Sirova nafta, ili petrolej, i njene rafinirane komponente, kolektivno zvane petrohemikalije, presudni su resursi u savremenoj ekonomiji. Sirova nafta potiče od drevnih fosilizovanih organskih materijala, poput zooplanktona i algi, koje geohemijski procesi pretvaraju u naftu. Naziv „mineralno ulje” je pogrešan naziv, jer minerali nisu izvor nafte, već su to drevne biljke i životinje. Mineralno ulje je organsko. Međutim, ono je klasifikovano kao „mineralno ulje” umesto „organsko ulje”, jer je njegovo organsko poreklo udaljeno (i bilo je nepoznato u vreme njegovog otkrića), kao i zato što se dobija u blizini stena, podzemnih zamki i peska. Mineralno ulje se takođe odnosi na nekoliko specifičnih destilata sirove nafte.

## Primene

### Kuvanje
Nekoliko jestivih biljnih i životinjskih ulja, a ujedno i masti, koristi se u različite svrhe u kuvanju i pripremi hrane. Posebno se mnoge namirnice prže u ulju mnogo toplijem od kipuće vode. Ulja se koriste i za aromatizovanje i za modifikovanje teksture hrane (npr. Stir Fry). Jestiva ulja se dobivaju iz životinjskih masnoća, poput maslaca, loja i drugih vrsta, ili biljnih ulja od masline, kukuruza, suncokreta i mnogih drugih vrsta.

### Kozmetika
Ulja se nanose na kosu kako bi joj se dao sjajni izgled, sprečilo zapetljavanje i hrapavost, i da bi se stabilizovala kosa kako bi se pospešio rast.

### Religija
Ulje se tokom istorije koristilo kao religijski medijum. Često se smatra duhovnim sredstvom za pročišćavanje i koristi se u svrhe pomazanja. Kao poseban primer, ulje svetog pomazanja bilo je važna obredna tečnost za judaizam i hrišćanstvo.

### Slikarstvo
Boja pigmenata se lako suspenduju u ulju, čineći ga podesnim za pomoćni medijum za slike. Najstarije poznate postojeće uljane slike datiraju iz 650. godine.

### Prenos toplote
Ulja se koriste kao rashlađivači u uljanom hlađenju, na primer u električnim transformatorima. Ulja za prenos toplote koriste se i kao rashladna sredstva (pogledajte uljano hlađenje), za zagrevanje (npr. u uljanim grejačima) i za druge primene prenosa toplote.

### Lubrikacija
Budući da su ona nepolarna, ulja lako ne prijanjaju na druge supstance. To ih čini korisnim kao maziva za razne inženjerske svrhe. Mineralna ulja se češće koriste kao mašinska maziva nego biološka ulja. Kitovo ulje se preferentno koristilo za podmazivanje satova, jer ne isparava i ne ostavlja prašinu, mada je njegova upotreba u SAD-u zabranjena 1980. godine.
Dugo je postojao mit da se kitovski spermacet koristi u NASA-inim projektima, kao što su Habl teleskop i sonda Vojager zbog izuzetno niske temperature smrzavanja. Spermacet zapravo nije ulje, već uglavnom mešavina voštanih estara, i nema dokaza da je NASA koristila kitovo ulje.

### Gorivo
Neka ulja sagorevaju u tečnom ili aerosolnom obliku, stvarajući svetlost i toplotu, koji se mogu direktno koristiti ili pretvoriti u druge oblike energije kao što su električna energija ili mehanički rad. Da bi se dobilа mnogа loživа ulja, sirova nafta se ispumpava iz zemlje i dostavlja putem naftnih tankera ili naftovoda do rafinerija. Tamo se sirova nafta pretvara u dizel (petrodizel), etan (i druge alkane kratkog lanca), loživa ulja (najteža komercijalna goriva, koja se koriste u brodovima/pećima), benzin (petrol), mlazno gorivo, kerozin, benzen (istorijski) i tečni naftni gas. Barel sirove nafte od 42 US gal (35 imp gal; 160 L) daje približno 10 US gal (8,3 imp gal; 38 L) dizela, 4 US gal (3,3 imp gal; 15 L) mlaznog goriva , 19 US gal (16 imp gal; 72 L) benzina, 7 US gal (5,8 imp gal; 26 L) drugih proizvoda, 3 US gal (2,5 imp gal; 11 L) drugih teških ložnih ulja i utečnjenih naftnih gasovi, i 2 US gal (1,7 imp gal; 7,6 L) ulja za grejanje. Ukupna proizvodnja od barela sirove nafte u razne proizvode rezultira povećanjem do 45 US gal (37 imp gal; 170 L).] Nisu sva ulja koja se koriste kao gorivo mineralna ulja, pogledajte biodizel, biljno loživo ulje i maslinovo ulje.
U 18. i 19. veku, kitovo ulje se često koristilo za lampe, što je zamenjeno prirodnim gasom, a zatim strujom.

### Hemijska sirovina
Sirova nafta se može rafinirati u širok opseg ugljovodoničnih komponent. Petrohemikalije su rafinirane komponente sirove nafte i hemijski produkti napravljeni od njih. One se koriste kao deterdženti, đubriva, lekovi, boje, plastike, sintetička vlakna, i sintetička guma.
Organska ulja su još jedna važna organska sirovina, posebno u zelenoj hemiji.

## Emulgatori
Emulgator (takođe poznat kao „emulgent”) je supstanca koja stabilizuje emulziju putem povećanja njene kinetičke stabilnosti. Jedna klasa emulgatora je poznata kao „površinski aktivna sredstva”, ili surfaktanti. Emulgatori su jedinjenja koja obično imaju polarni ili hidrofilni (tj. rastvorljiv u vodi) deo i nepolarni (tj. hidrofobni ili lipofilni) deo. Zbog toga emulgatori imaju veću ili manju rastvorljivost u vodi ili u ulju. Emulgatori rastvorljiviji u vodi (i obrnuto, manje rastvorljivi u ulju) obično formiraju emulzije ulja u vodi, dok će emulgatori koji su više rastvorni u ulju formiraju emulzije vode u ulju.

## Literatura
- Pomerantz, Riva (15. 11. 2017). „KOSHER IN THE LAB”. Ami. бр. 342.
- Sofiev, Mikhail; Winebrake, James J.; Johansson, Lasse; Carr, Edward W.; Prank, Marje; Soares, Joana; Vira, Julius; Kouznetsov, Rostislav; Jalkanen, Jukka-Pekka; Corbett, James J. (2018-2). „Cleaner fuels for ships provide public health benefits with climate tradeoffs”. Nature Communications (на језику: енглески). 9 (1): 1—12. ISSN 2041-1723. doi:10.1038/s41467-017-02774-9 . Проверите вредност парамет(а)ра за датум: |date= (помоћ)
- Kent, James A (1983). Riegel's Handbook of Industrial Chemistry. стр. 492—493. ISBN 0-442-20164-8.. (1983) Van Nostrand Reinhold Company
- Schrooten, L; De Vlieger, Ina; Int Panis, Luc; Chiffi, Cosimo; Pastori, Enrico (2009). „Emissions of maritime transport: a reference system”. 408 (2): 318—323. Bibcode:2009ScTEn.408..318S. PMID 19840885. doi:10.1016/j.scitotenv.2009.07.037.
- Schrooten, L; De Vlieger, Ina; Int Panis, Luc; Styns, K; Torfs, R (2008). „Inventory and forecasting of maritime emissions in the Belgian sea territory, an activity based emission model”. 42 (4): 667—676. Bibcode:2008AtmEn..42..667S. doi:10.1016/j.atmosenv.2007.09.071.
- Yanai H, Katsuyama H, Hamasaki H, Abe S, Tada N, Sako A (2015). „Effects of Dietary Fat Intake on HDL Metabolism”. J Clin Med Res. 7 (3): 145—9. PMC 4285059 . PMID 25584098. doi:10.14740/jocmr2030w.
- Clarke, R; Frost, C; Collins, R; Appleby, P; Peto, R (1997). „Dietary lipids and blood cholesterol: quantitative meta-analysis of metabolic ward studies”. BMJ. 314 (7074): 112—7. PMC 2125600 . PMID 9006469. doi:10.1136/bmj.314.7074.112.
- Mensink, RP; Zock, PL; Kester, AD; Katan, MB (2003). „Effects of dietary fatty acids and carbohydrates on the ratio of serum total to HDL cholesterol and on serum lipids and apolipoproteins: a meta-analysis of 60 controlled trials”. Am J Clin Nutr. 77 (5): 1146—55. PMID 12716665. doi:10.1093/ajcn/77.5.1146 .
- Jakobsen, M. U; O'Reilly, E. J; Heitmann, B. L; Pereira, M. A; Balter, K.; Fraser, G. E; Goldbourt, U.; Hallmans, G.;  . (2009). „Major types of dietary fat and risk of coronary heart disease: a pooled analysis of 11 cohort studies”. American Journal of Clinical Nutrition. 89 (5): 1425—32. PMC 2676998 . PMID 19211817. doi:10.3945/ajcn.2008.27124.
- Katan, Martijn B.; Mozaffarian, Dariush; Micha, Renata; Wallace, Sarah (2010).  Katan, Martijn B., ур. „Effects on Coronary Heart Disease of Increasing Polyunsaturated Fat in Place of Saturated Fat: A Systematic Review and Meta-Analysis of Randomized Controlled Trials”. PLoS Medicine. 7 (3): e1000252. PMC 2843598 . PMID 20351774. doi:10.1371/journal.pmed.1000252.
- Kabagambe, EK; Baylin, A; Ascherio, A & Campos, H (novembar 2005). „The Type of Oil Used for Cooking Is Associated with the Risk of Nonfatal Acute Myocardial Infarction in Costa Rica”. Journal of Nutrition (135 изд.). 135 (11): 2674—2679. PMID 16251629. doi:10.1093/jn/135.11.2674 .

## Spoljašnje veze
- Anne-Marie Faiola (21. 5. 2008). „Using Emulsifying Wax”. TeachSoap.com. TeachSoap.com. Приступљено 22. 7. 2008.
- „Dietary fats: Know which types to choose”. Mayo Clinic Staff. 2015.
- „Choose foods low in saturated fat”. National Heart, Lung, and Blood Institute (NHLBI), NIH Publication No. 97-4064. 1997. Архивирано из оригинала 13. 12. 2009. г. Приступљено 28. 9. 2009.